# سه‌لتی

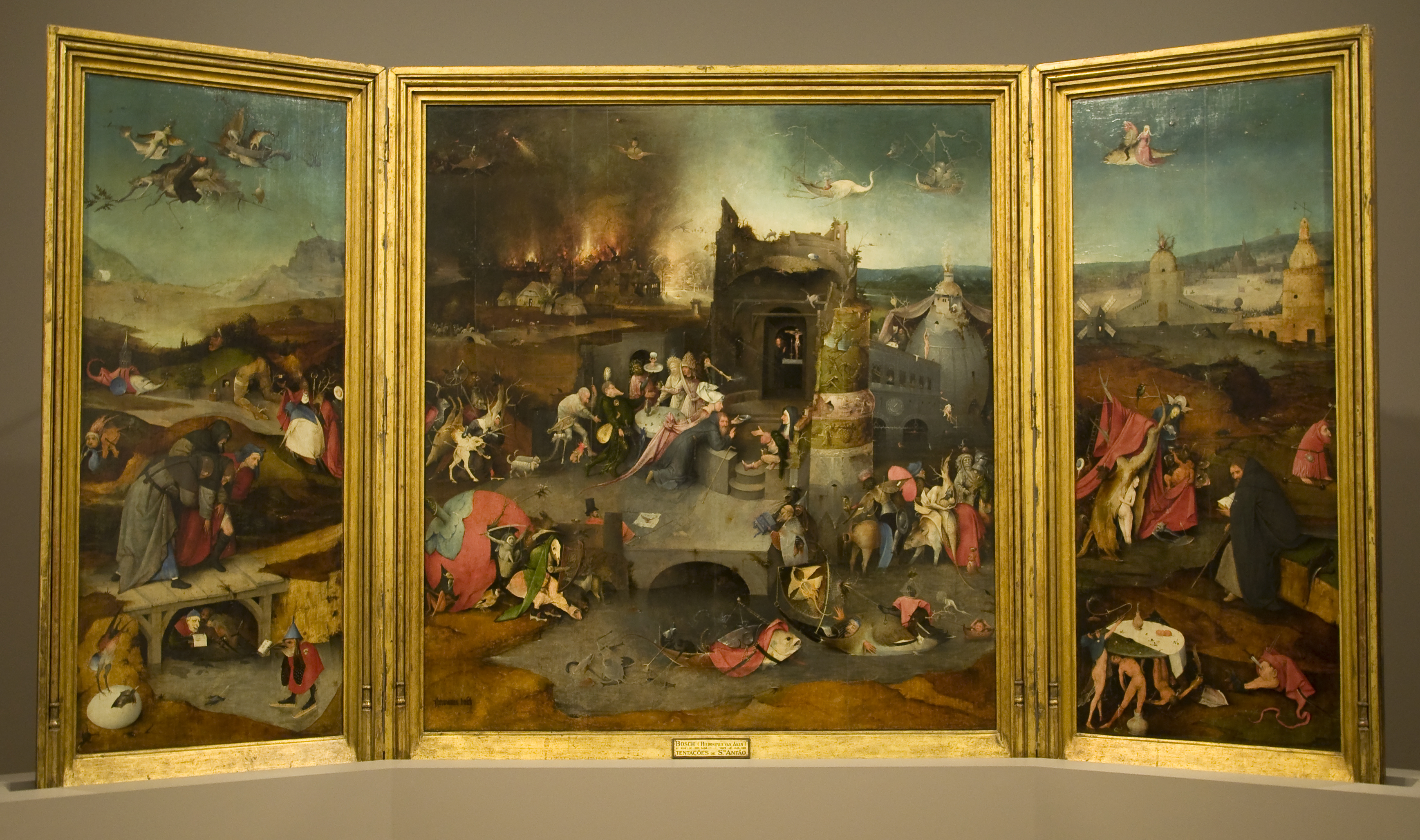
سه‌لتی با مضمون وسوسهٔ سنت آنتونی، اثر هیرونیموس بوش.

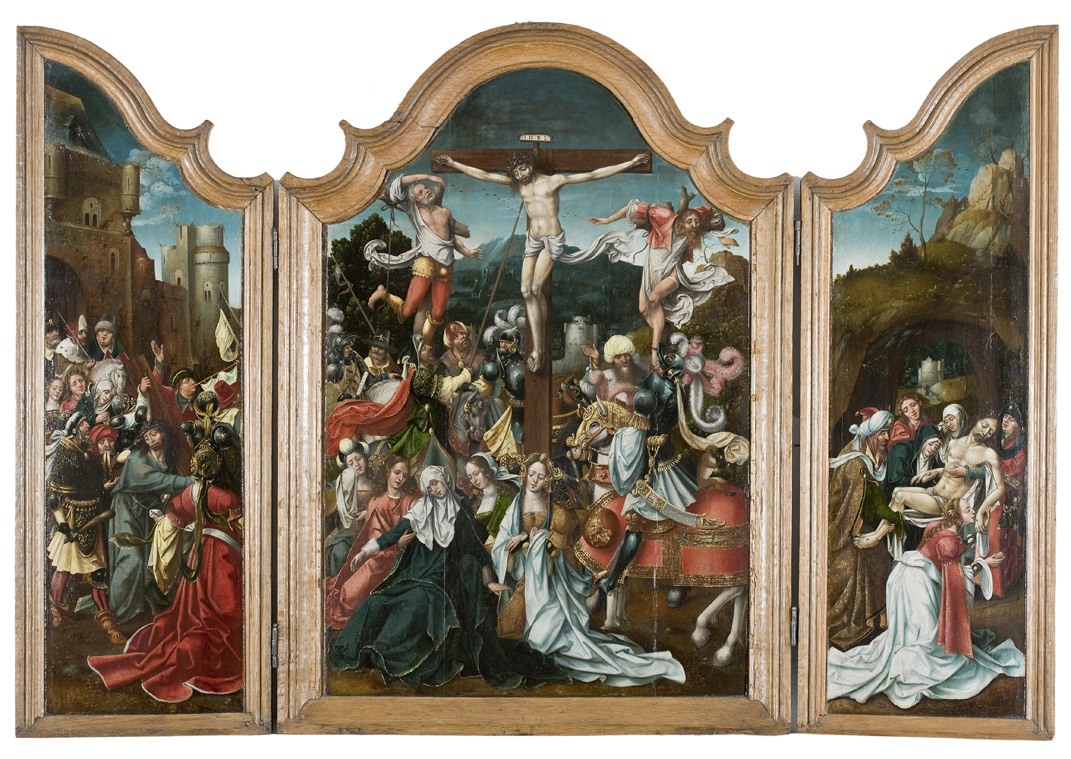
سه‌لتی با مضمون مصلوب شدن عیسی مسیح، اثر یان فان دورنیکه، اهل فلاندرن.

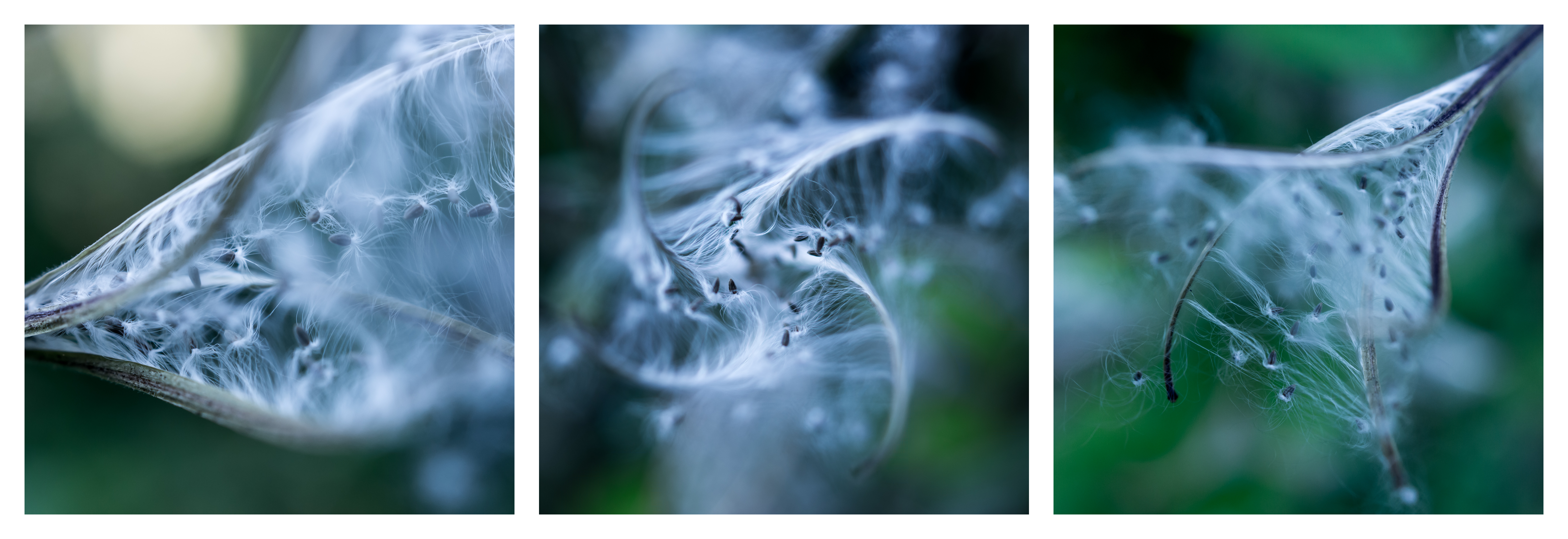
عکسی سه‌لتی از انتشار دانه در علف فر پشمالو

سه‌لَتی گونه‌ای کار هنری است که از سه تخته و یا لوح به هم لولا شده، تشکیل شده و لوح میانی از دو لوح دیگر بزرگ‌تر است. بر روی لت‌های سه‌لتی معمولاً طرح‌های مذهبی مسیحی نقش یا تراشیده می‌شود.